# Ansar al-Sharia (Líbia)
A Ansar al-Sharia (português: Apoiadores da Sharia) é uma milícia islâmica que defende a implementação estrita da lei islâmica em toda a Líbia, ela surgiu durante a turbulenta Guerra Civil da Líbia. Diversas fontes identificaram-na como uma organização terrorista por ter, deliberadamente, alvejado tanto civis líbios como estrangeiros, além de ter participado do assalto ao consulado estado-unidense em Benghazi no ano de 2012.
O logotipo da Ansar al-Sharia é um par de fuzis de assalto AK-47, um punho fechado com um dedo apontado para cima, um Corão aberto e uma bandeira negra.

## Antecedentes
Ansar al-Sharia foi formada durante a Guerra Civil Líbia e ganhou destaque após a morte de Muammar Gaddafi. Formada por ex-rebeldes de diversas brigadas, a milícia salafista inicialmente fez seu nome ao postar vídeos de si mesmos na Batalha de Sirte.
Sua primeira aparição pública ocorreu em 7 de junho de 2012, quando liderou um comício com aproximadamente 200 pickups montadas com artilharia na Praça Tahrir em Benghazi, exigindo a imposição de Charia no país.